# Damon Herriman
Damon Herriman (Adelaide, 31 maart 1970) is een Australisch acteur, filmproducent, filmregisseur en scenarioschrijver en is werkzaam in zowel Australië als Amerika. 

## Carrière
Herriman begon op achtjarige leeftijd met acteren in lokale tv-commercials, tweejaar later begon zijn carrière pas echt toen hij als jeugdacteur ging spelen voor de Australische televisieserie The Sullivans. Hierna speelde hij nog in onder andere House of Wax (2005), Love My Way (2004-2006), J. Edgar (2011) en Justified (2010-2015).

## Filmografie

### Films
Selectie:
- 2024: Better Man - als Nigel Martin-Smith
- 2023: The Bikeriders - als Brucie
- 2021: Mortal Kombat - als Kabal (stem)
- 2019: Once Upon a Time in Hollywood - als Charlie
- 2018: The Nightingale - als Ruse
- 2014: The Water Diviner - als pastoor McIntyre
- 2013: The Lone Ranger - als Ray
- 2011: J. Edgar - als Bruno Hauptmann
- 2008: Winged Creatures - als televisiedominee
- 2008: The Square - als Eddie
- 2006: Candy - als Roger Moylan
- 2005: House of Wax - als derde broer
- 2005: Son of the Mask - als werknemer van Animagine

### Televisieseries
Uitgezonderd eenmalige gastrollen.
- 2023: The Artful Dodger - als Lucien Gaines - 8 afl.
- 2022: Thai Cave Rescue - als dr. Craig Challen - 2 afl.
- 2022: The Tourist - als Lachlan Rogers - 5 afl.
- 2021: Ultra City Smiths - als diverse stemmen - 6 afl.
- 2018-2021: Mr Inbetween - als Freddy - 26 afl.
- 2021: The Underground Railroad - als Martin - 2 afl.
- 2021: The Serpent - als Laver - 3 afl.
- 2019: The Commons - als Ben Childers - 3 afl.
- 2019: Perpetual Grace, LTD - als Paul Allen Brown - 10 afl.
- 2019: Lambs of God - als pastoor Bob - 2 afl.
- 2108: Squinters - als Miles - 4 afl.
- 2016-2017: Incorporated - als Jonathan Hendrick - 9 afl.
- 2016: Quarry - als Buddy - 8 afl.
- 2016: No Activity - als Bernie - 5 afl.
- 2016: Secret City - als Kim Gordon - 6 afl.
- 2015: Flesh and Bone - als Romeo - 8 afl.
- 2015: Battle Creek - als rechercheur Niblet - 9 afl.
- 2010-2015: Justified - als Dewey Crowe - 22 afl.
- 2014: Never Tear Us Apart: The Untold Story of INXS - als Chris Murphy - 2 afl.
- 2012-2013: Vegas - als mr. Jones - 4 afl.
- 2013: The Elegant Gentleman's Guide to Knife Fighting - als diverse karakters - 6 afl.
- 2012: Laid - als Marcus Dwyer - 6 afl.
- 2010: Rake - als rechercheur Maraco - 2 afl.
- 2010: Offspring - als Boyd Carlisle - 3 afl.
- 2004-2006: Love My Way - als George Wagstaffe - 18 afl.
- 2000-2001: Water Rats - als Todd Grierson - 3 afl.
- 1998-1999: Medical Response Unit - als Danny Bucknell - 8 afl.
- 1998: Murder Call - als Lindsay Cramer - 2 afl.
- 1991: The Miraculous Mellops - als Felix - 3 afl.
- 1990: Elly & Jools - als Liam O'Farrell - 12 afl.

### Filmproducent
- 2006: The Faking Game - korte film
- 2001: The Hitch - korte film
- 1999: The Date - korte film
- 1998: They - korte film

### Filmregisseur
- 2006: The Faking Game - korte film
- 2001: The Hitch - korte film
- 1999: The Date - korte film

### Scenarioschrijver
- 2014: Smithston - korte film
- 2013: The Elegant Gentleman's Guide to Knife Fighting - televisieserie - 3 afl.
- 2006: The Faking Game - korte film
- 2004: Soar - korte film
- 2001: The Hitch - korte film
- 1999: The Date - korte film
- 1998: They - korte film

- Bibsys: 1453362518111
- Bibliothèque nationale de France: cb170230964 (data)
- Gemeinsame Normdatei: 1076931251
- International Standard Name Identifier: 0000 0003 7949 9969
- Library of Congress Control Number: no2012104986
- Nationale Bibliotheek van Israël: 987011050568305171
- Virtual International Authority File: 258035788
- WorldCat: E39PBJgRX3kyP3kKHkbMr8qmh3